# 정목일
정목일(鄭木日)은 대한민국의 수필가이자 교수로, 1945년 경상남도 진주 출생이다. 2남 2녀 중 장남으로 태어난 그는, 1975년 월간문학 수필 당선을 통해 데뷔하였다.

## 이력

### 경력사항
- 현재    (사)한국수필가협회 이사장(2009~2012, 2012~2015)
- 2004.01 제2대 경남문학관 관장

　　　　 경남문학관이사회 이사장
- 2000	 경남문인협회 협회장
- 1999~	 창신대학 문예창작학과 겸임교수
- 1997	 경남신문 편집국 국장

　　　　 한국수필가협회 이사장
　　　　 경남신문 문화부 부장
- 1992	 현대문학수필추천작가회 회장
- 1983	 대표에세이 회장

### 수상내역
- 2009 제2회 문신저술상 대상
- 2009 제2회 조경희 수필문학상
- 2008 제1회 경남수필문학상
- 2007 제44회 한국문학상
- 2005 제1회 GS에세이문학상 본상

## 저서
- 수필집 [별이 되어 풀꽃이 되어](문학세계, 83)
- [만나면서 떠나면서](현대문학사, 86)
- [별보며 쓰는 편지](고려원, 88)
- [깨어있는 자만이 숲을 볼 수 있다](문학세계, 90)
- [대금산조](동학사, 94)
- [나의 해외문화 기행](문학관, 94)
- [심금](문학관, 98)
- [가을금관](선우미디어, 99).[목향] (교음사 2000)
- [마음꽃 피우기](청조사. 2002]
- [달이 있는 바다](미리내.2004)